# 万水川

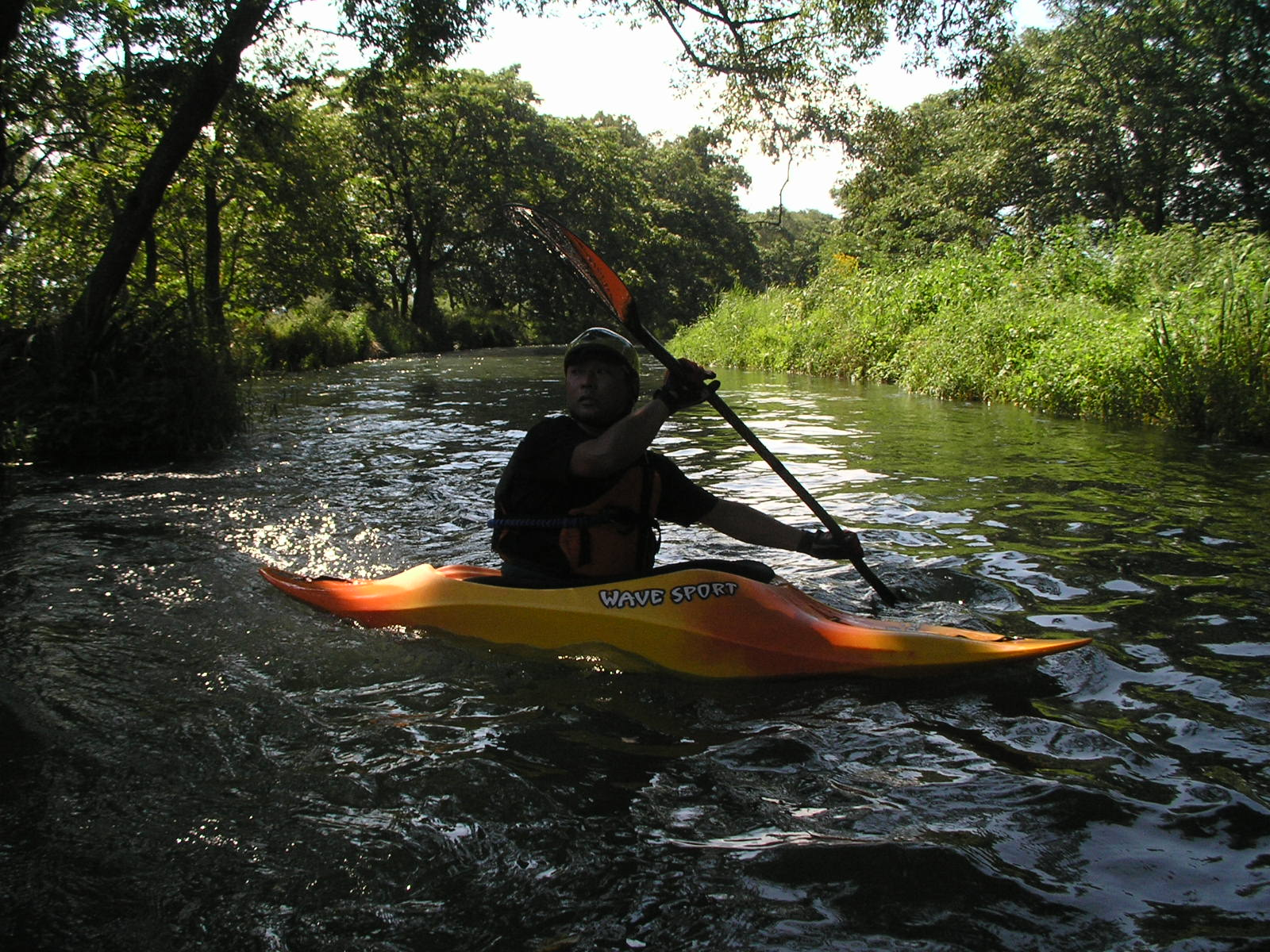
万水川と川を下るカヤッカー

万水川（よろずいがわ）は、長野県安曇野市を流れる信濃川水系の河川である。

## 概要

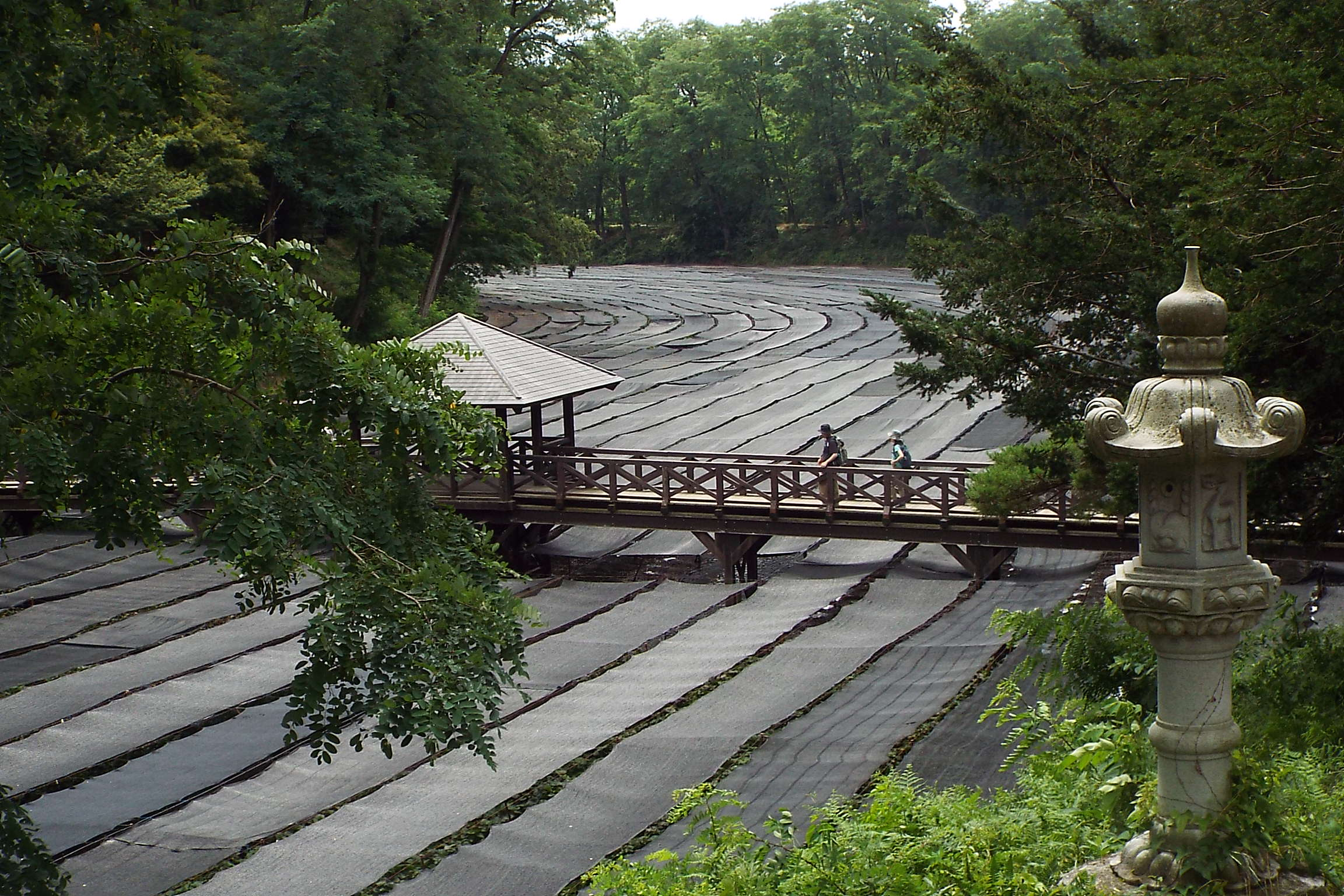
扇状地特有の湧水を使った大王わさび農場

万水川は中信平の中では最も低い位置にあり、すべての扇状地が集まる場所である。延長は7.4km。安曇野一帯は複合扇状地で砂礫が多く、地表の水がいったん地中に潜ることがあり、さらにはいったんは潜行した水が扇状地の先端から再度湧きだすケースも多く、地元ではそのような場所を花見（けみ）と呼びならわしている。花見の代表的な河川が万水川である。盆地の途中から湧きだし、北、南の双方から、万（よろず）の水を集めて清流れを形成するところから名付けられたとされる。小さいながらも豊かな水量で、周辺の全国一の生産高と規模のわさび田を1日70tの湧水群が潤している。黒澤明の映画「夢」の撮影場所としても知られる。また、水質がよいことからカヌーイストやカヤッカーらに人気がある。

## 地理
長野県安曇野市の中央部に流れる除沢（よけざわ）を源とする。大王わさび農場の構内西端を流れ、安曇野市明科中川手（御法田）で犀川に合流する。

## ギャラリー

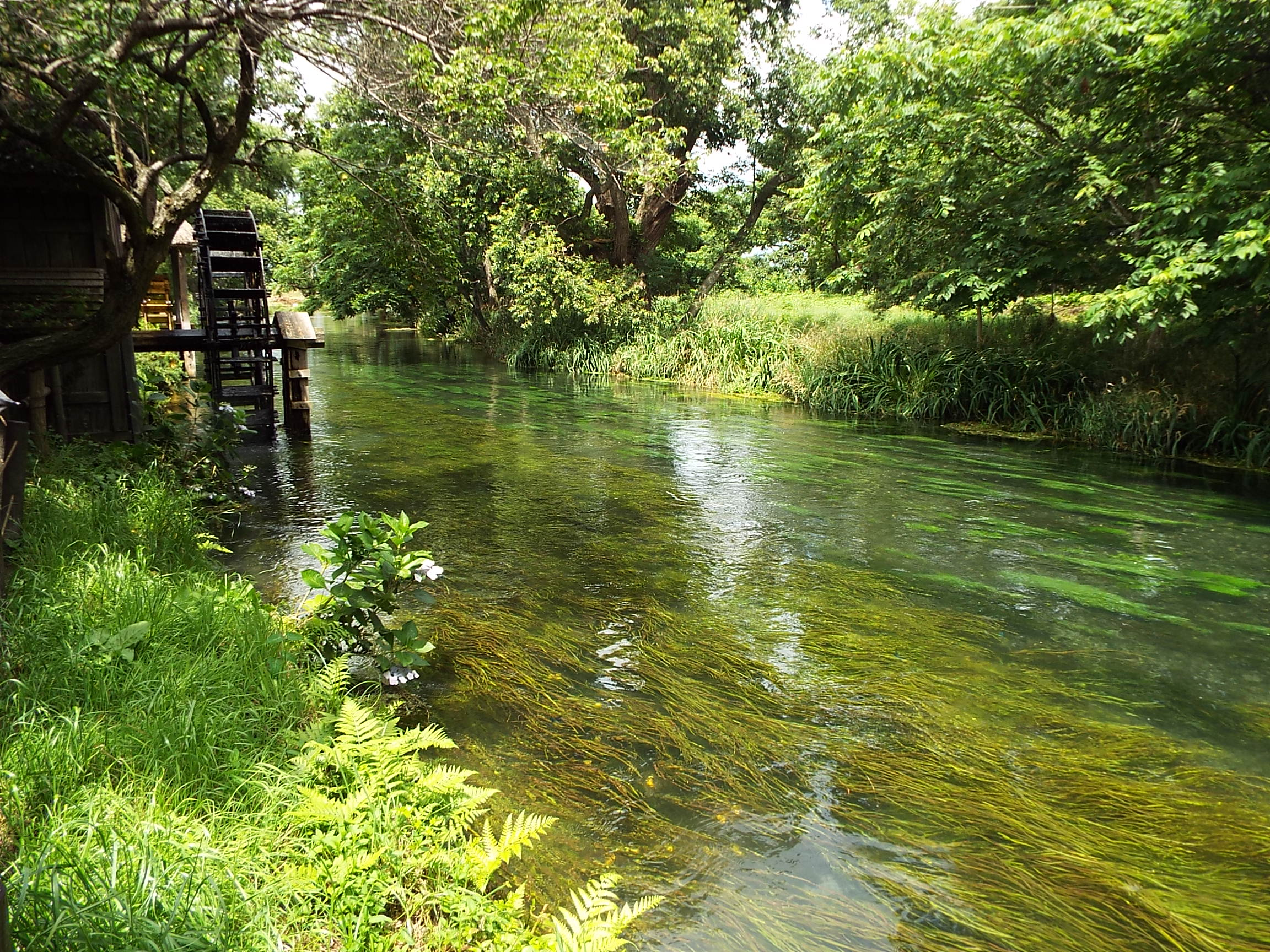
大王わさび農場脇を蓼川と並行して流れ、やや下流で合流する。
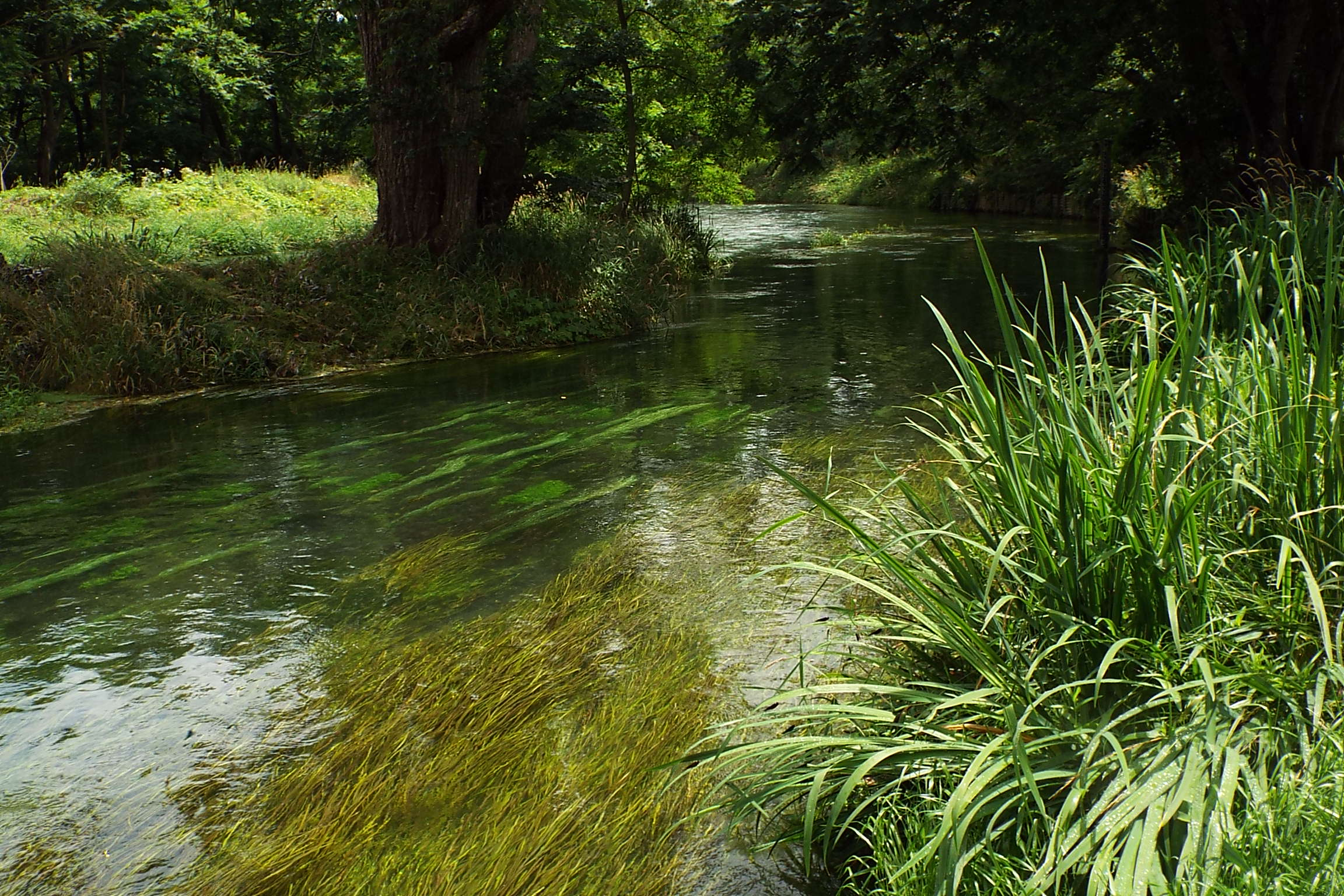
蓼川と万水川合流点（手前が蓼川）。
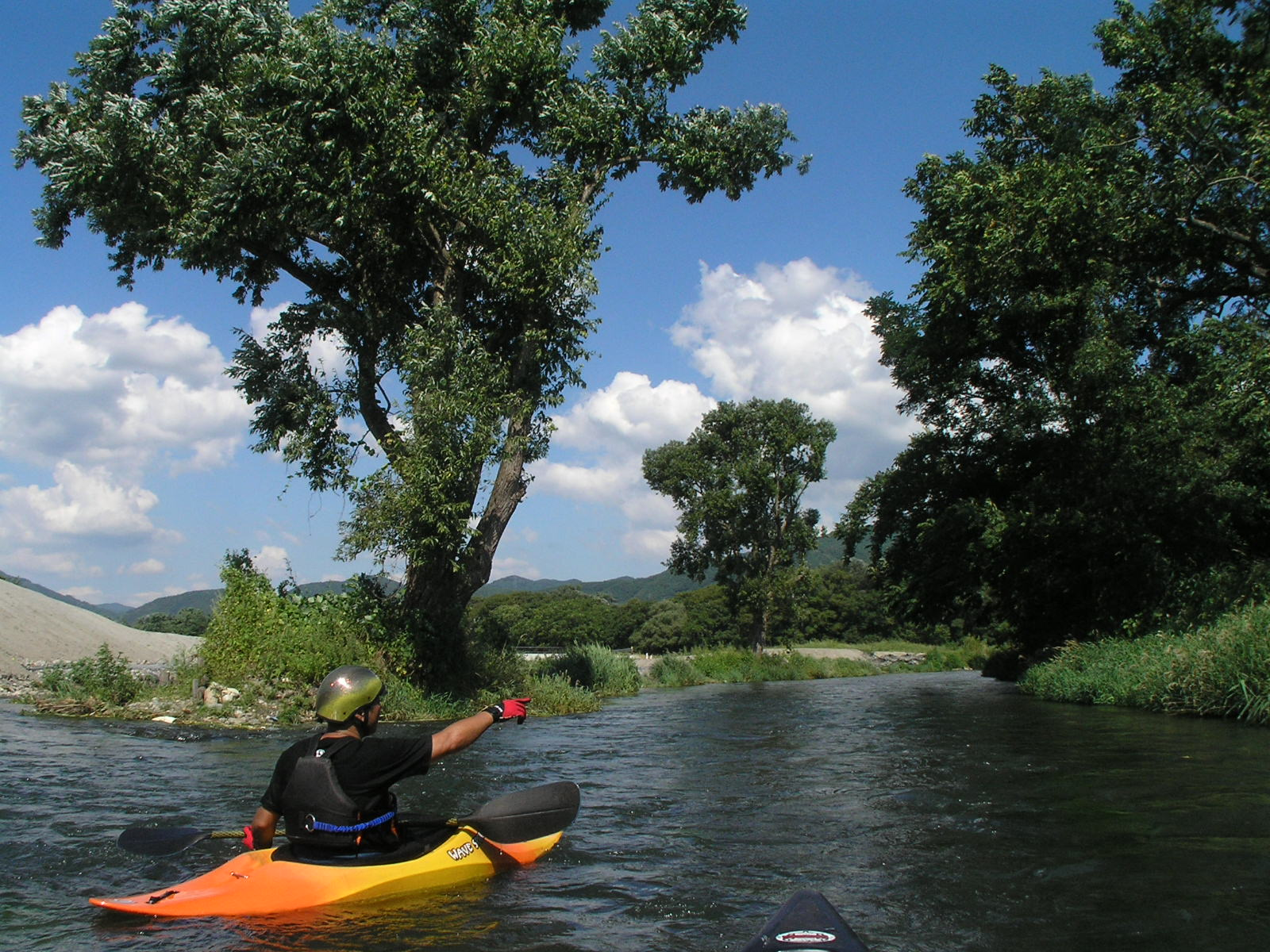
万水川ではカヌーやカヤックが人気。
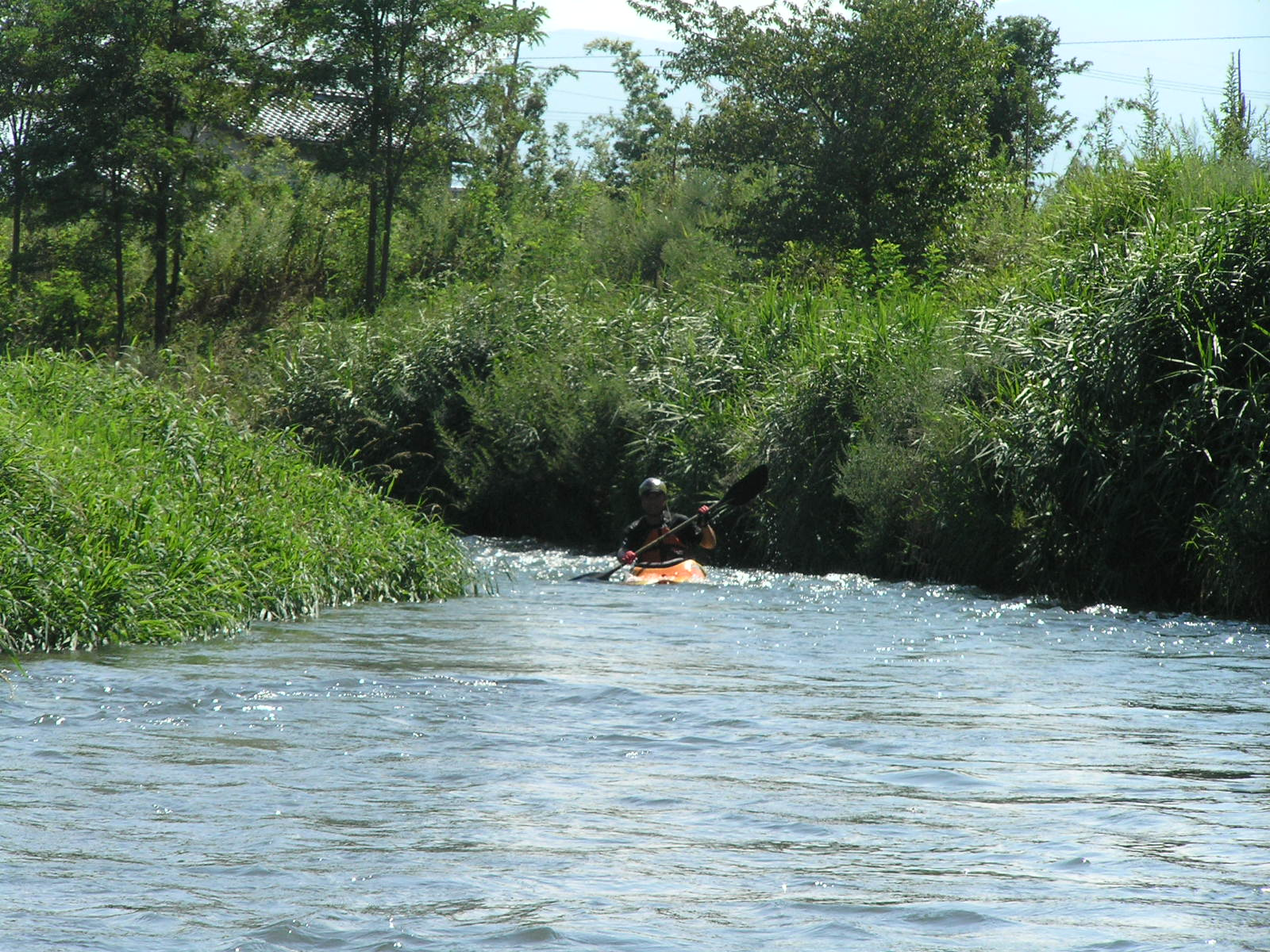
万水川
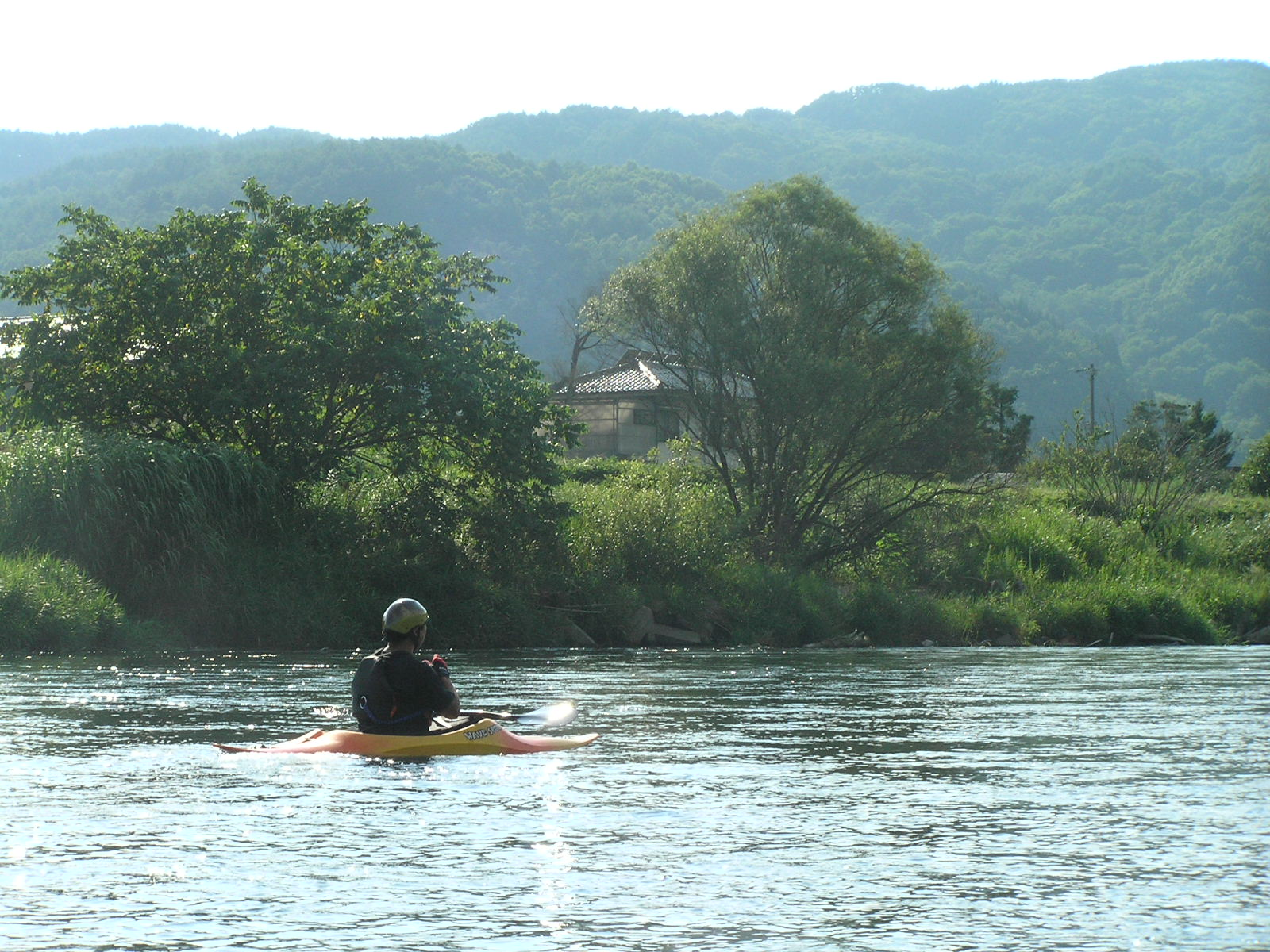
本流の犀川。やがて信濃川に流れ込む。
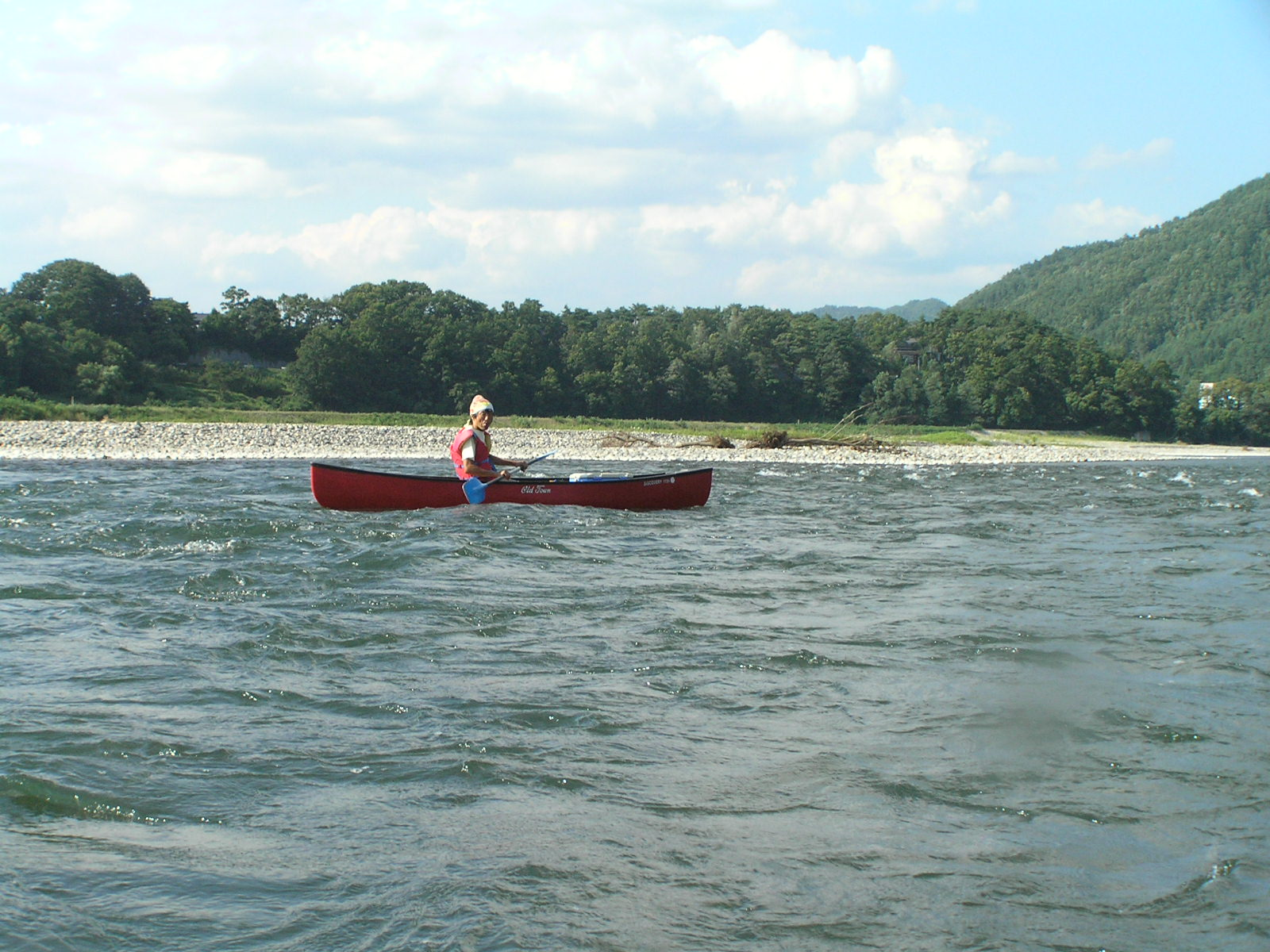
犀川